# Massimo Cellino
Massimo Cellino, född 28 juli 1956 i Cagliari, Italien, är en italiensk affärsman mest känd som ordförande och majoritetsägare av fotbollsklubben Leeds United. Han var tidigare ägare av den italienska fotbollsklubben Cagliari Calcio.
Cellino köpte en 75-procentig majoritetsandel i Leeds United, en klubb med betydande finansiella problem, från GFH Capital i april 2014.